# Выдричка
Выдричка (укр. Видричка) — село в Богданской сельской общине Раховского района Закарпатской области Украины.
Население по переписи 2001 года составляло 2322 человека. Почтовый индекс — 90646. Телефонный код — 3132. Занимает площадь 11,50 км². Код КОАТУУ — 2123682201.